# Marmara (Balıkesir)

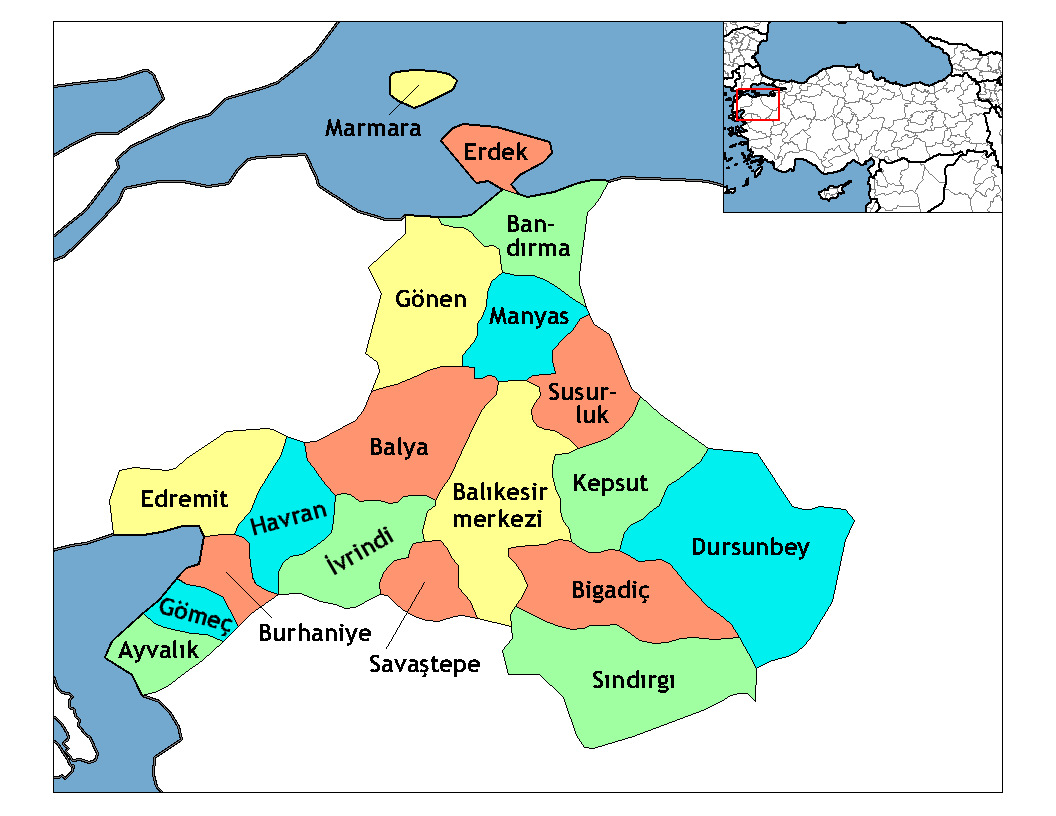
Okresy turecké provincie Balikesir

Marmara je město a okres na tureckém ostrově Marmara v provincii Balıkesir v regionu Marmara. Dalo své jméno Marmarskému moři. Od reformy v roce 2012 je také součástí městské oblasti Büyükşehir belediyesi Balıkesir (metropolitní oblast / metropolitní provincie). Leží asi 110 km severně od centra města Balıkesir.
Okres se skládá z ostrovů Marmara, Türkeli (také zvané Avşa), Ekinlik (také zvané Kaşık) a Hayırsız. Nachází se na severu provincie, severozápadně od poloostrova Kapıdağı. Vznikl v roce 1987 oddělením od okresu Erdek.
Ve starověku zde byla milétská kolonie. V 15. století byly ostrovy dobyty Turky, kteří zde začali žít vedle Řeků. Národnostní složení obyvatelstva roku 2018: Řekové – 76 %, Turci – 24 %.
Na severu ostrova, poblíž města Saraylar, se nacházejí kamenolomy, ve kterých se od středověku těží bílý prokonecký mramor. Mimo jiné je z něho vytvořen i Pergamonský oltář. Název mramoru pochází z řeckého názvu ostrova, Prokonnesos. V Saraylaru je možno navštívit muzeum mramoru pod širým nebem.